# 57e cérémonie des Oscars
La 57e cérémonie de remise des Oscars du cinéma eut lieu le lundi 25 mars 1985 à 18h au Dorothy Chandler Pavilion du County Music Center à Los Angeles.

## La cérémonie
La cérémonie récompensa les meilleurs films de l'année 1984 dans 23 catégories. Elle dura 3 heures et 10 minutes et fut diffusée en direct sur la chaîne ABC.

### Équipe technique
- Maître de cérémonie : Jack Lemmon
- Coprésentateurs : Candice Bergen, Jeff Bridges, Glenn Close, Michael Douglas, Gregory Hines, William Hurt, Amy Irving, Diana Ross, Tom Selleck, Kathleen Turner
- Producteurs : Gregory Peck, Robert Wise, Larry Gelbart, Gene Allen
- Producteur exécutif : Michael B. Seligman
- Dialoguiste : Larry Gelbart
- Directeur musical : Bill Conti
- Réalisateur télé : Marty Pasetta

### Le spectacle
- Against All Odds (Take a Look at Me Now) interprété par Ann Reinking
- Footloose interprété par Debbie Allen
- Ghostbusters interprété par Ray Parker Jr. et Dom DeLuise
- I Just Called to Say I Love You interprété par Diana Ross
- Let's Hear It for the Boy interprété par Deniece Williams

## Palmarès
Les lauréats sont indiqués ci-dessous en premier de chaque catégorie et en gras.

### Meilleur film
(remis par Laurence Olivier)
- Amadeus de Miloš Forman
  - La Déchirure (The Killing Fields) de Roland Joffé
  - La Route des Indes (A Passage to India) de David Lean
  - Les Saisons du Cœur (Places in the Heart) de Robert Benton
  - A Soldier's Story de Norman Jewison

### Meilleur réalisateur
(remis par Steven Spielberg)
- Miloš Forman pour Amadeus
  - Woody Allen pour Broadway Danny Rose
  - Roland Joffé pour La Déchirure
  - David Lean pour La Route des Indes
  - Robert Benton pour Les Saisons du Cœur

### Meilleur acteur
(remis par Shirley MacLaine)
- F. Murray Abraham pour le rôle de Antonio Salieri dans Amadeus
  - Jeff Bridges pour le rôle du Starman dans Starman de John Carpenter
  - Albert Finney pour le rôle de Geoffrey Firmin dans Au-dessous du volcan (Under the Volcano) de John Huston
  - Tom Hulce pour le rôle de Wolfgang Amadeus Mozart dans Amadeus
  - Sam Waterston pour le rôle de Sydney Schanberg dans La Déchirure

### Meilleure actrice
(remis par Robert Duvall)
- Sally Field pour le rôle de Edna Spalding dans Les Saisons du Cœur[2]
  - Judy Davis pour le rôle de Adela Quested dans La Route des Indes
  - Jessica Lange pour le rôle de Jewell Ivy dans Country  de Richard Pearce
  - Vanessa Redgrave pour le rôle de Olive Chancellor dans Les Bostoniennes (The Bostonians) de James Ivory
  - Sissy Spacek pour le rôle de Mae Garvey dans La Rivière (The River) de Mark Rydell

### Meilleur acteur dans un second rôle
(remis par Linda Hunt)
- Haing S. Ngor pour le rôle de Dith Pran dans La Déchirure
  - Adolph Caesar pour le rôle de du sergent Waters dans A Soldier's Story
  - John Malkovich pour le rôle de Mr. Will dans Les Saisons du Cœur
  - Pat Morita pour le rôle de Mr. Kesuke Miyagi dans Karaté Kid (The Karate Kid) de John G. Avildsen
  - Ralph Richardson pour le rôle du sixième comte de Greystoke dans Greystoke, la légende de Tarzan (Greystoke: The Legend of Tarzan, Lord of the Apes) de Hugh Hudson[3]

### Meilleure actrice dans un second rôle
(remis par Ryan O'Neal)
- Peggy Ashcroft pour le rôle de Madame Moore dans La Route des Indes[4]
  - Glenn Close pour le rôle de Iris Gaines dans Le Meilleur (The Natural) de Barry Levinson
  - Lindsay Crouse pour le rôle de Margaret Lomax dans Les Saisons du Cœur
  - Christine Lahti pour le rôle de Hazel Zanussi dans Swing Shift de Jonathan Demme
  - Geraldine Page pour le rôle de Madame Ritter dans Le Pape de Greenwich Village (The Pope of Greenwich Village) de Stuart Rosenberg

### Meilleur scénario original
(remis par Kirk Douglas et Burt Lancaster)
- Robert Benton pour Les Saisons du Cœur
  - Daniel Petrie Jr. (histoire et scénario) et Danilo Bach (histoire) pour Le Flic de Beverly Hills (Beverly Hills Cop) de Martin Brest
  - Woody Allen pour Broadway Danny Rose
  - Gregory Nava et Anna Thomas pour Au Nord le Paradis (El Norte) de Gregory Nava
  - Lowell Ganz (scénario), Babaloo Mandel (scénario), Bruce Jay Friedman (scénario et histoire) et Brian Grazer (histoire) pour Splash de Ron Howard

### Meilleure adaptation
(remis par Kirk Douglas et Burt Lancaster)
- Peter Shaffer pour Amadeus
  - Robert Towne et Michael Austin pour Greystoke, la Légende de Tarzan
  - Bruce Robinson pour La Déchirure
  - David Lean pour La Route des Indes
  - Charles Fuller pour A Soldier's Story

### Meilleur film étranger
(remis par Plácido Domingo et Faye Dunaway)
- La Diagonale du fou de Richard Dembo •  Suisse
  - Au-delà des murs (Me'Ahorei Hasoragim) de Uri Barbash •  Israël
  - Camila de María Luisa Bemberg •  Argentine
  - Sesión continua de José Luis Garci •  Espagne
  - Romance du front (Voenno-polevoy roman) de Piotr Todorovski •  Union soviétique

### Meilleure photographie
(remis par Diana Ross et Tom Selleck)
- Chris Menges pour La Déchirure
  - Miroslav Ondrícek pour Amadeus
  - Caleb Deschanel pour Le Meilleur
  - Ernest Day pour La Route des Indes
  - Vilmos Zsigmond pour La Rivière

### Meilleure direction artistique (décors)
(remis par Steve Martin)
- Patrizia von Brandenstein et Karel Černý pour Amadeus
  - Albert Brenner et Rick Simpson pour 2010 : L'Année du Premier Contact (2010: The Year We Make Contact) de Peter Hyams
  - Richard Sylbert et George Gaines pour Cotton Club (Cotton Club) de Francis Ford Coppola
  - Mel Bourne, Angelo P. Graham et Bruce Weintraub pour Le Meilleur
  - John Box et Hugh Scaife pour La Route des Indes

### Meilleurs costumes
(remis par Glenn Close et Mrs. Moore)
- Theodor Pištěk pour Amadeus
  - Patricia Norris pour 2010, l'Année du Premier Contact
  - Jenny Beavan et John Bright pour Les Bostoniennes
  - Judy Moorcroft pour La Route des Indes
  - Ann Roth pour Les Saisons du Cœur

### Meilleure chanson originale
(remis par Michael Douglas et Gregory Hines) 
- Stevie Wonder pour I Just Called to Say I Love You dans La Fille en rouge (The Woman in Red) de Gene Wilder
  - Phil Collins pour Against All Odds (Take a Look at Me Now) dans Contre toute attente (Against All Odds) de Taylor Hackford
  - Kenny Loggins (musique) et Dean Pitchford (paroles) pour Footloose dans Footloose de Herbert Ross
  - Tom Snow et Dean Pitchford pour Let's Hear It for the Boy dans Footloose
  - Ray Parker Jr. pour Ghostbusters dans SOS Fantômes (Ghostbusters) d'Ivan Reitman

### Meilleure chanson de bande originale
(remis par Kathleen Turner et Jennifer Beals)
- Prince pour Purple Rain d'Albert Magnoli
  - Jeff Moss pour Les Muppets à Manhattan (The Muppets Take Manhattan) de Frank Oz
  - Kris Kristofferson pour Songwriter de Alan Rudolph

### Meilleure musique originale
(remis par Jeff Bridges et Ann Reinking) 
- La route des Indes (A Passage to India) – Maurice Jarre
  - Au-dessous du volcan (Under the Volcano) – Alex North
  - Indiana Jones et le Temple maudit (Indiana Jones and the Temple of Doom) – John Williams
  - Le Meilleur (The Natural) – Randy Newman
  - La Rivière (The River) – John Williams

### Meilleur son
(remis par Gregory Hines et Amy Irving)
- Mark Berger, Tom Scott, Todd Boekelheide et Chris Newman pour Amadeus
  - Michael J. Kohut (en), Aaron Rochin, Carlos DeLarios et Gene S. Cantamessa pour 2010, l'Année du Premier Contact
  - Bill Varney, Steve Maslow, Kevin O'Connell et Nelson Stoll pour Dune de David Lynch
  - Graham V. Hartstone, Nicolas Le Messurier, Michael A. Carter et John W. Mitchell pour La Route des Indes
  - Nick Alphin, Robert Thirlwell, Richard Portman et David M. Ronne pour La Rivière

### Meilleur montage
(remis par Geneviève Bujold et William Hurt)
- Jim Clark pour La Déchirure
  - Nena Danevic et Michael Chandler pour Amadeus
  - Barry Malkin et Robert Q. Lovett pour Cotton Club
  - David Lean pour La Route des Indes
  - Donn Cambern et Frank Morriss pour À la Poursuite du Diamant Vert (Romancing the Stone) de Robert Zemeckis

### Meilleurs effets visuels
(remis par Candice Bergen et William Hurt)
- Indiana Jones et le temple maudit (Indiana Jones and the Temple of Doom) – George Gibbs, Michael J. McAlister, Dennis Muren et Lorne Peterson
  - 2010 : L'Année du Premier Contact (2010: The Year We Make Contact) – Richard Edlund, George Jenson (en), Neil Krepela (en) et Mark Stetson (en)
  - SOS Fantômes (Ghostbusters) – John Bruno, Richard Edlund, Chuck Gaspar et Mark Vargo

### Meilleurs maquillages
(remis par Kelly LeBrock et Lonette McKee)
- Paul LeBlanc et Dick Smith pour Amadeus
  - Michael Westmore (en) pour 2010, l'Année du Premier Contact
  - Rick Baker et Paul Engelen pour Greystoke: la Légende de Tarzan

### Meilleur documentaire
(remis par Michael Douglas et Kathleen Turner)
- The Times of Harvey Milk produit par Rob Epstein et Richard Schmiechen
  - High Schools produit par Charles Guggenheim et Nancy Sloss
  - In the Name of the People produit par Alex W. Drehsler et Frank Christopher
  - Marlene produit par Karel Dirka et Zev Braun
  - Streetwise produit par Cheryl McCall

### Meilleur court métrage (prises de vues réelles)
(remis par Tom Selleck et Kathleen Turner)
- Up produit par Mike Hoover
  - The Painted Door produit par Michael MacMillan et Janice L. Platt
  - Tales of Meeting and Parting produit par Sharon Oreck et Lesli Linka Glatter

### Meilleur court métrage (documentaire)
(remis par Michael Douglas et Kathleen Turner) 
- The Stone Carvers produit par Marjorie Hunt et Paul Wagner
  - The Children of Soong Ching Ling produit par Gary Bush et Paul T.K. Lin
  - Code Gray: Ethical Dilemmas in Nursing produit par Ben Achtenberg et Joan Sawyer
  - The Garden of Eden produit par Lawrence R. Hott et Roger M. Sherman
  - Vospominaniye o Pavlovske produit par Irina Kalinina

### Meilleur court métrage (animation)
(remis par Jeff Bridges et Ann Reinking)
- Charade produit par John Minnis
  - Doctor DeSoto produit par Morton Schindel et Michael Sporn
  - Paradise (de) produit par Ishu Patel (en)

## Oscars spéciaux

### Oscar pour une performance spéciale
- Kay Rose pour le mixage de La Rivière

### Oscar d'honneur
- The National Endowment (remis par Glenn Close et Mrs. Moore)
- James Stewart pour cinquante années de performances mémorables, pour sa grande attitude devant et derrière l'écran, avec le respect et l'affection de ses collègues (remis par Cary Grant)

### Prix humanitaire Jean Hersholt
(remis par Gene Kelly)
- David L. Wolper

## Oscars scientifiques
Les Oscars scientifiques ont été remis le 17 mars 1985 au Grand Ball Room du Beverly Hilton Hotel à Los Angeles.

### Prix de l'achèvement scientifique et d'ingénierie
- Donald A. Anderson et Diana Reiners (3M Company) pour le développement de la bande son magnétique Cinetrak #350/351
- Kenneth Richter (Richter Cine Equipment) pour le design et la fabrication de l'auto-collimateur R-2 pour l'analyse d'image
- Günther Schaidt et les laboratoires Rosco pour le développement d'un système non toxique pour la création de fumées et brouillards
- Barry M. Stultz, Ruben Avila et Wes Kennedy (Film Processing) pour le développement de la bande-son magnétique FPC 200 PB Fullcoat
- Barry M. Stultz, Ruben Avila et Wes Kennedy (Film Processing Corp.) et John Mosely pour la création d'une bande-son pour les pellicules 70 mm (Stultz/Avila/Kennedy) et pour les recherches de ses applications techniques (Mosely)
- John H. Whitney Jr. et Gary Demos (Digital Productions, Inc.) pour les simulations pratiques de la mise au point de prises de vue par ordinateur

### Prix de l'achèvement technique
- Jonathan Erland et Robert Bealmear (Apogee, Inc.) pour un design innovant pour les écrans de projections de cinéma et de leurs techniques de construction
- Howard Preston (Preston Cinema Systems) pour le concept et le développement d'un zoom à vitesse contrôlée et à exposition automatique
- Nat Tiffen (Tiffen Manufacturing Corp.) pour la production de filtres couleurs de haute-qualité et durable pour la photographie
- Don Trumbull, Jonathan Erland, Stephen Fog et Paul Burk (Apogee, Inc.) pour le concept et le développement du projecteur Blue Max

### Prix Gordon E. Sawyer
- Linwood G. Dunn

## Statistiques

### Récompenses
Huit Oscars
- Amadeus

Trois Oscars
- La Déchirure

Deux Oscars
- Les Saisons du Cœur
- La Route des Indes

Un Oscar
- La Diagonale du Fou
- Indiana Jones et le Temple Maudit
- La Fille en Rouge
- Purple Rain

### Nominations
Onze nominations
- Amadeus
- La Route des Indes

Sept nominations
- La Déchirure
- Les Saisons du Cœur

Cinq nominations
- 2010, l'Année du Premier Contact

Quatre nominations
- A Soldier's Story
- La Rivière
- Le Meilleur

Trois nominations
- Greystoke, la Légende de Tarzan

Deux nominations
- Broadway Danny Rose
- Au-dessous du Volcan
- Cotton Club
- Footloose
- SOS Fantômes
- Les Bostoniennes
- Indiana Jones et le Temple maudit

Une nomination
- Starman
- Country
- Le Moment de Vérité
- Le Pape de Greenwich Village
- Swing Shift
- Le Flic de Beverly Hills
- Au Nord le Paradis
- Splash
- La Diagonale du Fou
- Camila
- Me'Ahorei Hasoragim
- Sesión continua
- Voenno-polevoy roman
- La Fille en Rouge
- Contre toute Attente
- Purple Rain
- Les Muppets à Manhattan
- Songwriter
- Dune
- À la Poursuite du Diamant Vert